# Église Notre-Dame-de-Lourdes de Nantes
Pour les articles homonymes, voir Église Notre-Dame-de-Lourdes.
L'église Notre-Dame-de-Lourdes est une église catholique située à Nantes, en Loire-Atlantique.

## Localisation
L'église se trouve dans le quartier Nantes Nord, au no 26 de la route de Rennes marquant la limite entre Nantes et la commune d'Orvault, à l'angle de la rue Chanoine-Poupard.

## Histoire
En 1882 et 1883, cinq propriétaires nantais et orvaltais (Joseph Vincent, négociant-tanneur ; Charles Pellerin, négociant-raffineur ; Louis Fortun, commerçant ; François Lechat, notaire, et Alexis Jobart, ancien notaire) dont les résidences principales ou secondaires sont situées dans la partie sud de la route de Rennes, non loin du pont qui franchit le Cens, s'adressent à l'évêque de Nantes Mgr Le Coq pour obtenir la construction d'une chapelle de secours dans les environs, considérant que les églises nantaises de Saint-Félix et Saint-Similien étaient trop éloignées de la population du secteur. Les deux paroisses nantaises, ainsi que celles de Saint-Léger d'Orvault et Saint-Hermeland de Saint-Herblain s'y refusent craignant que celle-ci amputerait leurs paroisses et les recettes qui y sont associées.
Les cinq promoteurs ne se découragent pas et achètent néanmoins en mai 1882 la propriété dite « tenue Decrais », désormais appelée « les Douves de la Vallée », pour la somme 25 000 francs. Ils recourent ensuite à une souscription qui leur apporta des sommes jugées importantes pour construire une chapelle. Après un recours auprès de la mairie de Nantes et de Mgr Le Coq qui leur octroya finalement son accord, les travaux furent engagés en mars 1885, menés par M. Drouin, entrepreneur, sur les plans de l'architecte Jean Liberge. Le devis prévisionnel initialement établi pour la somme de 25 000 francs fut dépassé pour atteindre les 33 000 francs, notamment à cause des fondations plus profondes que prévu. Près de dix-huit mois plus tard, le bâtiment était achevé, l’aménagement intérieur terminé et les objets du culte achetés. Le curé de Saint-Félix se rendit alors sur les lieux le 15 novembre 1886, et rédigea un procès-verbal de visite : « le local est propre, décent. L'autel qui est modeste, la pierre sacrée, le tabernacle m'ont paru canoniques. Trois ornements, en bon état, m'ont été présentés : le premier, or ; le deuxième, violet ; le troisième, noir. Le linge est très peu nombreux, il est vrai, mais ce qui existe et qui est strictement en nombre suffisant, est convenable. » L’autorisation d’ouverture de la chapelle fut donnée par tolérance épiscopale, mais seulement au titre de chapelle privée.
Le curé de Saint-Félix reçut la délégation des pouvoirs nécessaires pour bénir la chapelle, les statues et les objets du culte. Le 21 novembre 1886, celle-ci ouvrit pour la première fois ses portes aux fidèles : l’abbé Lèbre assura le culte, puis à son départ, les aumôniers du Carmel apostolique Notre-Dame-de-Bethléem prirent le relais. Mais les plaintes de la paroisse Saint-Félix au sujet de la perte de certaines recettes, décide l'évêque de proroger en juin 1887 l'autorisation de la chapelle en tant que chapelle privée et non chapelle de secours. Mais, celle-ci resta cependant ouverte et fut définitivement autorisée en 1889.
En 1890, une sacristie est construite, tandis que l'aménagement intérieur de la chapelle se poursuit. Une souscription permet d’acquérir des statues et un Chemin de croix ; un autel provenant de l’ancienne église Saint-Similien y est installé. En 1892, Notre-Dame-de-Lourdes qui possède aussi un presbytère accueille déjà entre 200 et 300 paroissiens. Dès octobre 1893, le catéchisme y est enseigné et les premiers enfants du Pont du Cens catéchisés à Notre-Dame-de-Lourdes communient à Saint-Félix en 1895, jusqu’en 1912, date à laquelle une autorisation épiscopale permettra aux enfants de communier également dans la chapelle. Le vocable de Notre-Dame de Lourdes est érigé canoniquement en 1896.
Finalement, la nouvelle paroisse de Notre-Dame de Lourdes est officiellement érigée le 25 avril 1926, par lettre épiscopale. Le premier curé, l'abbé Poupard, désigné le 20 mai 1926, y est installé officiellement le 30 mai suivant. Mais l'ancienne chapelle s’avère rapidement insuffisante et le projet d'une nouvelle église est arrêté en 1931. Les travaux de construction du nouvel édifice confiés à Jean Liberge et à son fils Yves, débutèrent par le chœur la même année. Contrairement à l'usage établi, la  première pierre ne fut posée que le 25 octobre 1931 par Mgr Le Fer de la Motte. En novembre 1931, l'ancienne chapelle est démolie pour poursuivre les travaux de l'église qui est finalement prête à accueillir les fidèles le 31 janvier 1937, date où elle est bénite par Mgr Villepelet. Cependant, par manque de fonds, elle reste inachevée : il manque une travée, la façade et le clocher, la Seconde Guerre mondiale empêchant ensuite la poursuite des travaux.
En mars 1951, la façade provisoire est détériorée par un cyclone. Les travaux ne reprirent qu'en 1957, mais les plans initiaux ne sont pas respectés et une façade symbolisant la grotte de Massabielle à Lourdes renfermant la statue de la Vierge est alors érigée.

## Galerie

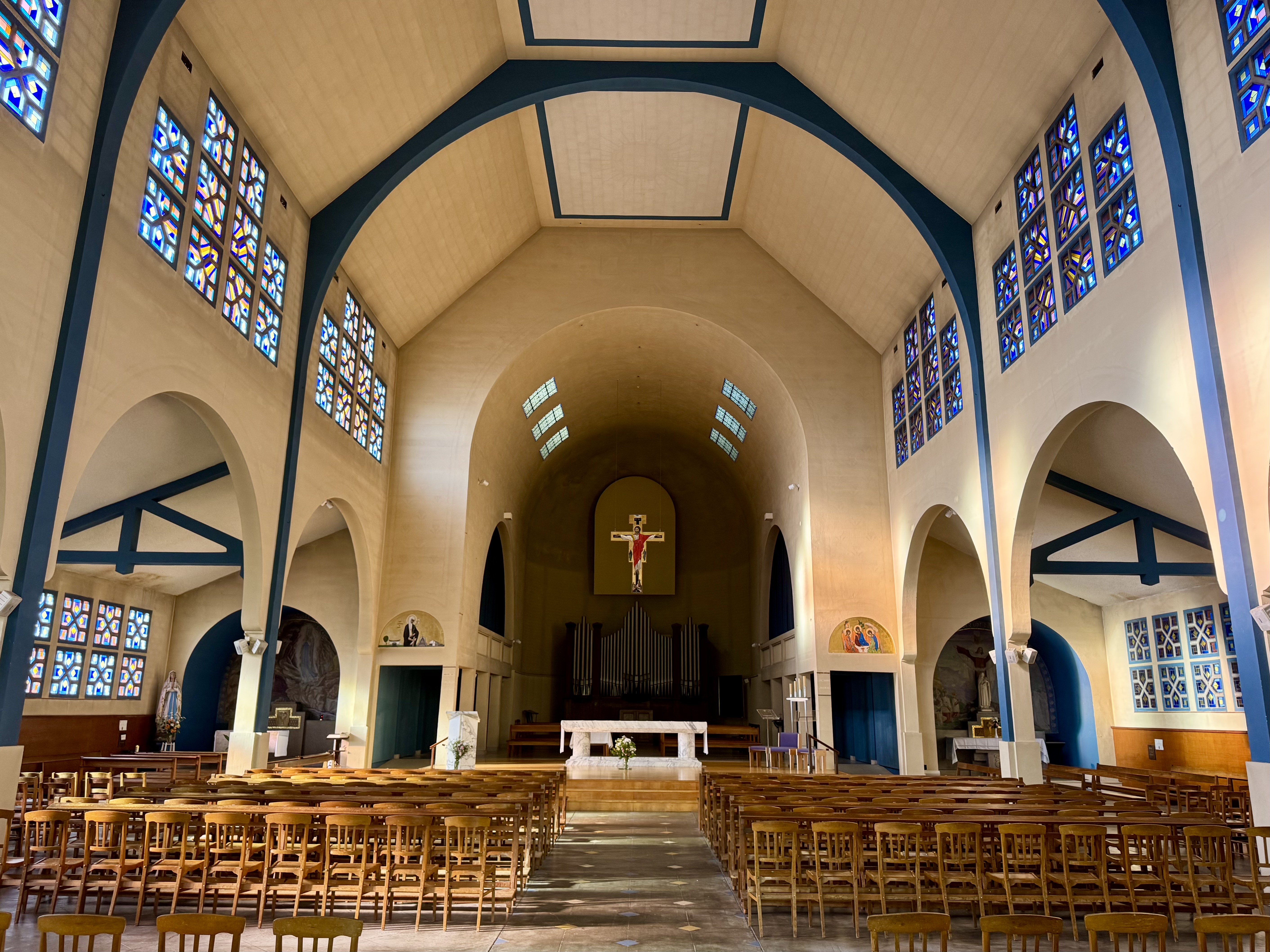
Vue de l'intérieur de l'église
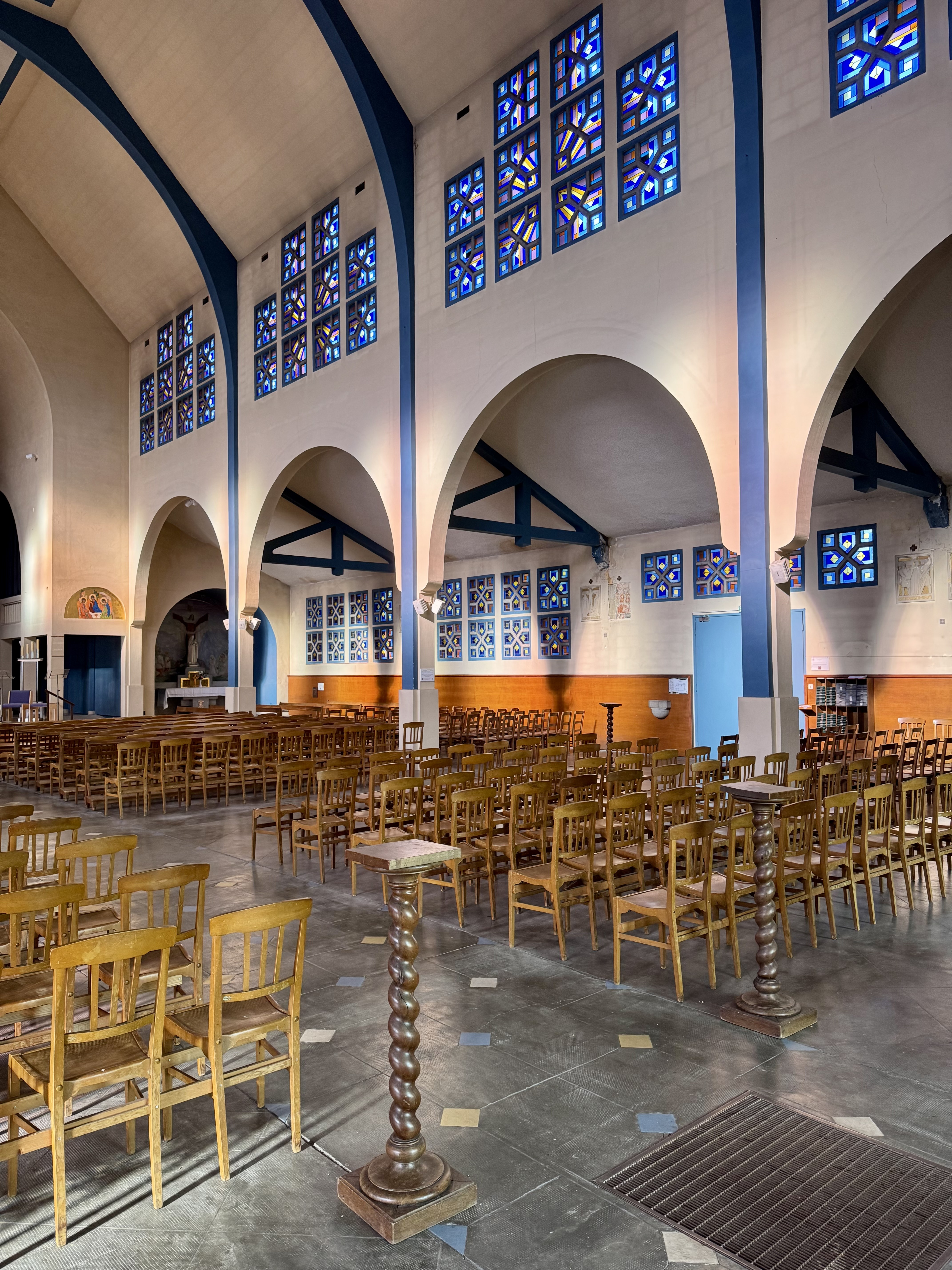
Côté droit
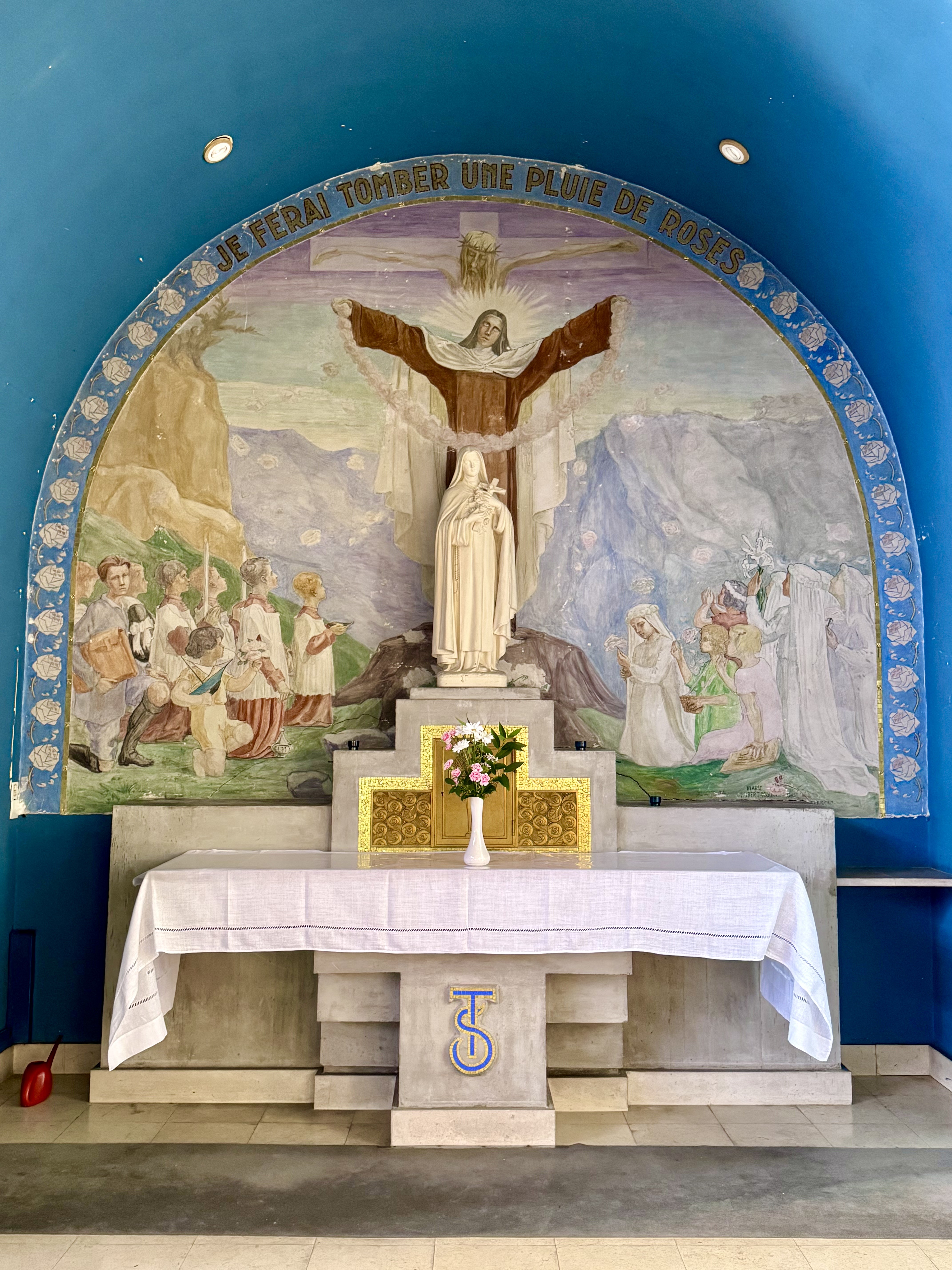
Chapelle consacrée à sainte Thérèse de Lisieux
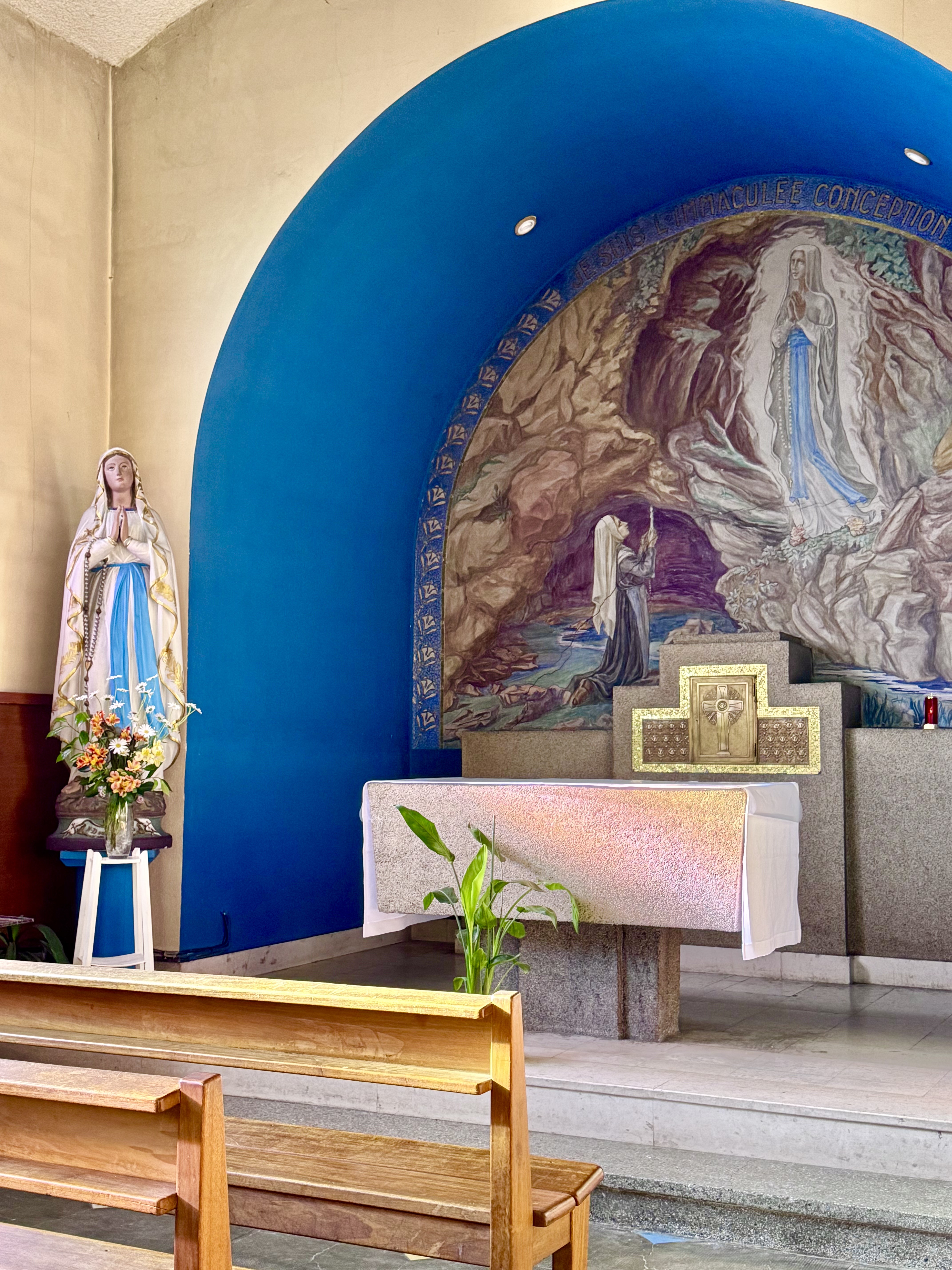
Chapelle consacrée à l'apparition de Lourdes
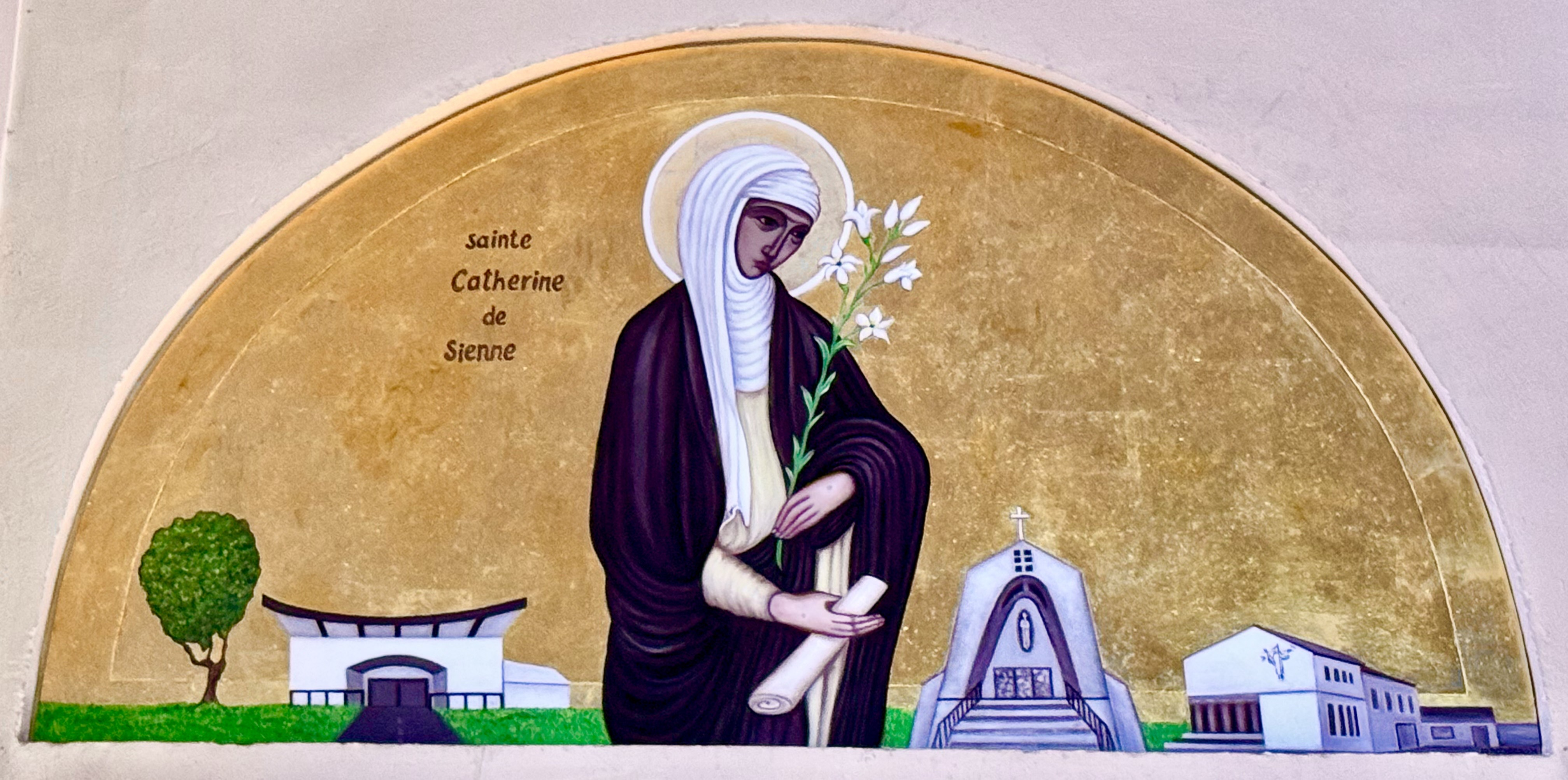
Fresque représentant sainte Catherine de Sienne et les églises de la paroisse

## Curés
- Breteaudeau - 1889-1892
- François Pouvreau - 1910-1919
- Belliot - 1919-1925
- Léon Poupard - 1925-1935
- Pierre-Marie Oliver - 935-1943
- Rémy Roussin - 1943-1945
- Eugène Busson - 1945-1962
- René Oger - 1962-1981
- Charles Goubin - 1981-1991
- Gaby Allain - 1991-